# Lisica (Pojezierze Drawskie)
Lisica – wzniesienie o wysokości 167 m n.p.m. na Pojezierzu Drawskim, położone w woj. zachodniopomorskim, w powiecie drawskim, w gminie Złocieniec, ok. 2 km na północny wschód od jeziora Lubie.
Teren wzniesienia został objęty obszarem specjalnej ochrony ptaków "Ostoja Drawska".
Ok. 1,8 km na wschód od wzniesienia leży wieś Stawno.
Nazwę Lisica wprowadzono urzędowo w 1950 roku, zastępując poprzednią niemiecką nazwę Fuchs Berg.